# Китайско-таиландские отношения
Китайско-таиландские отношения — двусторонние дипломатические отношения между Китаем и Таиландом. Официально установлены в июле 1975 года после многих лет переговоров. Таиланд, ранее называвшийся Сиамом, долгое время имел хорошие отношения с Китаем. Китай обычно пользовался большим уважением в Сиаме, что способствовало союзническим отношениям этих стран. Однако после того, как Пибун Сонгкрам попытался запретить китайскую культуру и влияние в стране, отношения были серьёзно испорчены.
Борьба за сферы влияния между Соединёнными Штатами Америки и Китаем происходит в том числе и на фоне растущего присутствия обеих стран в Таиланде. Китай остаётся важным союзником Таиланда, отчасти из-за его влияния и известности в регионе.

## История

### Ранние контакты
Китайско-тайские отношения возникли в начале XV века, когда путешествие Чжэн Хэ за сокровищами эпохи династии Мин остановилось в Аютии. Отношения между странами продолжались и в период империи Цин. В 1760-х годах вторжение империи Цин в Бирму ослабило бирманское давление на Сиам. Импорт жасминового риса помог поддержать население империи Цин, в то время как тайские китайцы имели значительное влияние на политические дела Сиама.

### Современное время
При премьер-министре Таиланда Пибуне Сонгкраме отношения с Китаем во время холодной войны были напряжёнными. Однако он отправил детей своего советника Санга Фатанотаи жить в Китай в качестве жеста доброй воли и для неформальной закулисной дипломатии. В книге «Жемчужина Дракона», написанной дочерью Санга Фатанотаи — Сирин, рассказывается о её опыте взросления во время «культурной революции» в Китае.
В июне 1963 года король Таиланда Пхумипон Адульядет и его жена Сирикит посетили Тайбэй в Китайской Республике. В 1969 году министр национальной обороны Цзян Цзинго посетил Бангкок в качестве специального посланника правительства Китайской Республики для встречи с таиландским королём. Таиланд установил дипломатические отношения с Китайской Народной Республикой в июле 1975 года.
До 1975 года отношения характеризовались взаимной подозрительностью, поскольку КНР поддерживала левые фракции в таиландском политическом кругу, а Таиланд опасался участия Китая в конфликтах в Камбодже.
Контакты между странами продолжают развиваться, поскольку торговля стала доминирующей темой в двусторонних отношениях. Таиланд поддерживает политику одного Китая и поддерживает неофициальные отношения с Китайской Республикой, что помогает Таиланду получить доступ к капиталу и огромному рынку материкового Китая. Таиландско-китайские предприятия являются частью более крупной бамбуковой сети. Известный тайский конгломерат Charoen Pokphand, основанный таиландско-китайской семьёй Чеараванонт, был крупнейшим иностранным инвестором в Китае.
В 1994 году тайваньский лидер Ли Дэнхуэй совершил частный визит в Таиланд и встретился с таиландским королём, чтобы обсудить проекты экономического сотрудничества.
Таиландская принцесса Маха Чакри Сириндхорн награждена Орденом Дружбы КНР и Премией Дружбы правительства Китайской Народной Республики за свою работу по развитию более тесных отношений между двумя странами. Она свободно говорит на севернокитайском языке и перевела несколько китайских романов на тайский язык.
Таиланд принял политику улучшения отношений с Китаем после военного переворота в 2014 году, когда отношения с Западом ухудшились. В Палате представителей Таиланда высказывались опасения по поводу усиления китайского влияния на страну, а некоторые называли Таиланд китайской провинцией, поскольку приобретение китайцами земли и недвижимости позволило Китаю строить плотины на Меконге, а также китайская частная компания инвестирует в таиландский мегапроект высокоскоростной железной дороги.

## Торговля
Товарооборот увеличивается с каждым годом. В 1999 году объём товарооборота между государствами составил сумму 4,22 млрд $. В 2006 году достиг суммы 25,3 млрд $, в 2007 году — 31,07 млрд $ и 36,2 млрд $ в 2008 году. Превращение Китая в XXI веке в крупную экономическую державу привело к увеличению иностранных инвестиций в бамбуковую сеть. Сеть зарубежных китайских предприятий, работающих на рынках Юго-Восточной Азии, связывают семейные и культурные контакты.
Китай экспортирует в Таиланд компьютерные компоненты, электродвигатели, бытовую электронику, машинное оборудование, изделия из металла, химикаты и одежду.
Экспорт Таиланда в Китай: компьютерные компоненты, каучук, очищенная нефть, пластиковые гранулы, химическая электроника, сырая нефть, изделия из древесины и продукты питания.
Китай является вторым по величине экспортным рынком Таиланда. В 2010 году Китай также являлся крупнейшим импортёром товаров из Таиланда.
Китай и Таиланд подписали соглашение о свободной торговле в 2003 году, которое распространялось на сельскохозяйственную продукцию. Также известно как Соглашение о раннем сборе сельскохозяйственной продукции. Всеобъемлющее торговое соглашение всё ещё находится на стадии переговоров.
Китай планирует создать China City Complex в Таиланде, чтобы стимулировать торговлю и обойти торговые барьеры в регионе АСЕАН, а также на других крупных зарубежных рынках. Таиланд имеет торговые соглашения с Соединёнными Штатами Америки и Европейским союзом.
Китай пользуется преимуществами Зоны свободной торговли с АСЕАН, которая вступила в силу 1 января 2010 года и позволяет экспортировать его товары через страны АСЕАН с нулевыми или уменьшенными торговыми барьерами.

## Военные контакты
В 2018 году премьер-министр Таиланда Прают Чан-Оча заказал 49 китайских основных боевых танков VT-4 и 3 подводные лодки на сумму более 1 миллиарда долларов США.
Китай и Таиланд планируют открыть совместный завод по производству оружия в Кхонкэне. На заводе будут осуществлять сборку, производство и обслуживание систем наземного вооружения для Королевской армии Таиланда. Конкретные детали стали предметом дальнейших обсуждений между министерством и компанией Norinco, производящей танки, вооружение и другую тяжёлую технику.
В мае 2017 года Королевский военно-морской флот Таиланда подписал контракт с Китайской корпорацией судостроительной промышленности на дизель-электрическую подводную лодку типа 041, созданную на базе подводной лодки типа 039. Ожидалось, что подводная лодка будет доставлена в 2023 году. Китайский военный обозреватель Чжоу Чэньмин заявил, что Китай также, вероятно, предоставит Таиланду техническую документацию.

## Дипломатические представительства
- У КНР есть посольство в Бангкоке.
- У Таиланда есть посольство в Пекине.